# Zamek w Cahir
Zamek w Cahir (irl. Caisleán na Cathrach) – jeden z największych i najlepiej zachowanych średniowiecznych zamków w Irlandii, położony na wyspie na rzece Suir w miejscowości Cahir w hrabstwie Tipperary.

## Historia zamku
Zamek został zbudowany w 1142 roku przez Conora O’Briena, księcia Thomondu. W 1372 roku zamek otrzymał Butler, nowy baron Cahiru, w uznaniu za wierność królowi Edwardowi III. Butlerowie walczyli po stronie Irlandii w wojnie dziewięcioletniej i w 1599 roku po trzydniowym oblężeniu zamek został zdobyty przez wojska Roberta Devereuxa, earla Essexu.  
Zamek był dwukrotnie oblegany w walkach związanych z rewolucją angielską w latach czterdziestych XVII wieku. W roku 1647 George Mathiew, opiekun młodego lorda z Cahiru, poddał się lordowi Inchiquinowi po jego zwycięstwie w bitwie pod Knocknanauss. W roku 1650 poddał się bez walki Oliverowi Cromwellowi.
W roku 1961 zmarł ostatni lord Cahiru i zamek przeszedł na własność państwa. Jest dziś dostępny dla zwiedzających.